# Tái cơ cấu (doanh nghiệp)
Tái cơ cấu (Reengineering) là việc xem xét và cấu trúc lại một phần, một số phần hay toàn bộ một tổ chức, một đơn vị nào đó, mà thường là một công ty. Ngoài việc tổ chức cho một công ty về các mảng chức năng (như là sản xuất, kế toán, tiếp thị, v.v...) và xem xét các nhiệm vụ mà mỗi chức năng thực hiện, theo lý thuyết tái cơ cấu, chúng ta còn phải chú ý tới các quy trình hoàn thiện từ khâu tìm kiếm các nguyên liệu, cho tới các khâu sản xuất, tiếp thị và phân phối. Công ty cần được tái cơ cấu qua một loạt các quy trình. Khái niệm này được các học giả Michael Hammer và James A. Champy đưa ra lần đầu và phát triển trong các cuốn sách Reengineering the Corporation, Reengineering Management, và The Agenda...

## Tình trạng cần tái cơ cấu
Nhu cầu tái cơ cấu trở nên cấp bách khi hiện trạng của các tổ chức đang gặp nhiều vấn đề trong cơ cấu, hoạt động khiến tổ chức hoạt động không hiệu quả; thậm chí trì trệ, đứng trước nguy cơ tan rã, phá sản. Nhiều nguyên do là do vấn đề cơ cấu sai, không hợp lý, kém hiệu quả. Chính vì vậy, việc tái cơ cấu được đặt ra; thậm chí là cấp bách nhất. Thể hiện cụ thể là:
1. Tổ chức không xác định nổi chiến lược và kế hoạch.
2. Đội ngũ lãnh đạo của tổ chức làm việc không hiệu quả. Các tố chất, bao gồm tính cách, hiểu biết, kinh nghiệm cá nhân của đội ngũ lãnh đạo trong một tổ chức đóng một vai trò quan trọng. Nếu sai, kém... sẽ kìm hãm sự phát triển của tổ chức.
3. Cơ cấu tài chính chưa phù hợp, chưa chuẩn mực và thiếu các hệ thống, công cụ kiểm soát cần thiết. Đây là một lý do mà nhiều tổ chức, đặc biệt là doanh nghiệp hiện nay cần tái cơ cấu nguồn tài chính để đảm bảo cho doanh nghiệp hoạt động một cách tốt nhất.
4. Quản trị nguồn nhân sự yếu kém. Có thể nói con người là một yếu tố có tính chất quyết định tới sự thành công của tổ chức và doanh nghiệp và nếu sự yếu kém nảy sinh từ vấn đề này thì cần phải được điều chỉnh kịp thời và phải có định hướng mang tính lâu dài.
5. Sự phối hợp hoạt động trong tổ chức không hiệu quả do cơ cấu chưa hợp lý. Một cơ cấu tổ chức được thiết kế tốt sẽ có khả năng cho phép doanh nghiệp sử dụng các thông tin từ các bộ phận một cách hiệu quả nhất, và từ đó giúp cho hoạt động phối hợp giữa các đơn vị được chặt chẽ và lãnh đạo điều hành tốt hơn.

## Các lợi ích mà tái cơ cấu có thể đem lại
cần tính toán kỹ để sắp xếp, tổ chức lại lao động, hệ thống sản xuất, hệ thống tài chính, hệ thống phân phối và thị trường tiêu thụ…Sự sắp xếp, thay đổi một cách toàn diện, theo quy trình chuẩn sẽ tạo cho doanh nghiệp có khả năng để thực hiện những công việc của mình một cách hiệu quả và bền vững, từ đó tạo lợi thế cạnh tranh bền vững, nâng cao vị thế trên trường quốc tế.

## Nội dung của tái cơ cấu
Tái cơ cấu là việc sắp xếp lại, tiến hành cơ cấu lại mô hình của các tổ chức; trong đó có các doanh nghiệp. Với việc xây dựng lại toàn bộ sơ đồ cơ cấu tổ chức, thậm chí thay đổi bề mặt, có tính hình thức các phòng ban chức năng, thay tên gọi.
Nội dung của tái cơ cấu quan tâm đến tính hệ thống và chuyên nghiệp trong phương thức thực hiện công việc, phối hợp công việc và điều hành công việc. Trong điều kiện hiện nay, tái cơ cấu đòi hỏi các doanh nghiệp phải thay đổi tư duy quản lý, cải cách về quản lý, tái cấu trúc lại các quá trình kinh doanh, trên cơ sở đó định hình mô hình và cơ cấu tổ chức phù hợp với điều kiện và định hướng kinh doanh của doanh nghiệp.
Tái cơ cấu thường quan tâm đến việc xem xét các hệ thống lập kế hoạch kinh doanh, hệ thống quản trị chuỗi cung, quản trị thông tin, hệ thống quản trị nhân lực, hệ thống quản trị tài chính và quản trị quan hệ khách hàng...